# Sune Säfvenberg
Carl Sune Säfvenberg, född 14 juli 1936 i Holmsund, död 16 april 2024, var en svensk skulptör, tecknare och silversmed.
Han var son till industriarbetaren Carl Säfvenberg och Linnéa Öbergsson. Vid sidan av sitt arbete som silversmed utförde han ett antal skulpturala arbeten, först som autodidakt men 1958 reste han till Paris för att studera för Hubert Yencesse vid École nationale supérieure des Beaux-Arts och senare vid Académie de la Grande Chaumière och vid konstkurser i Stockholm. Han tilldelades Västerbottens journalisters rundturs stipendium 1960.  